# 乔集镇
乔集镇，原名乔集乡，是中华人民共和国河南省商丘市虞城县下辖的一个乡镇级行政单位，2021年撤乡设镇。

## 行政区划
乔集镇下辖以下地区：
刘新寨村、侯庙村、高范庄村、乔楼村、乔南村、乔北村、董庄村、刘楼村、侯庄村、六庄村、堤南王庄村、余寨村、大朱寨村、上滩杨庄村、后张寨村、小朱寨村和袁庄村。